# Nacjonalizacja

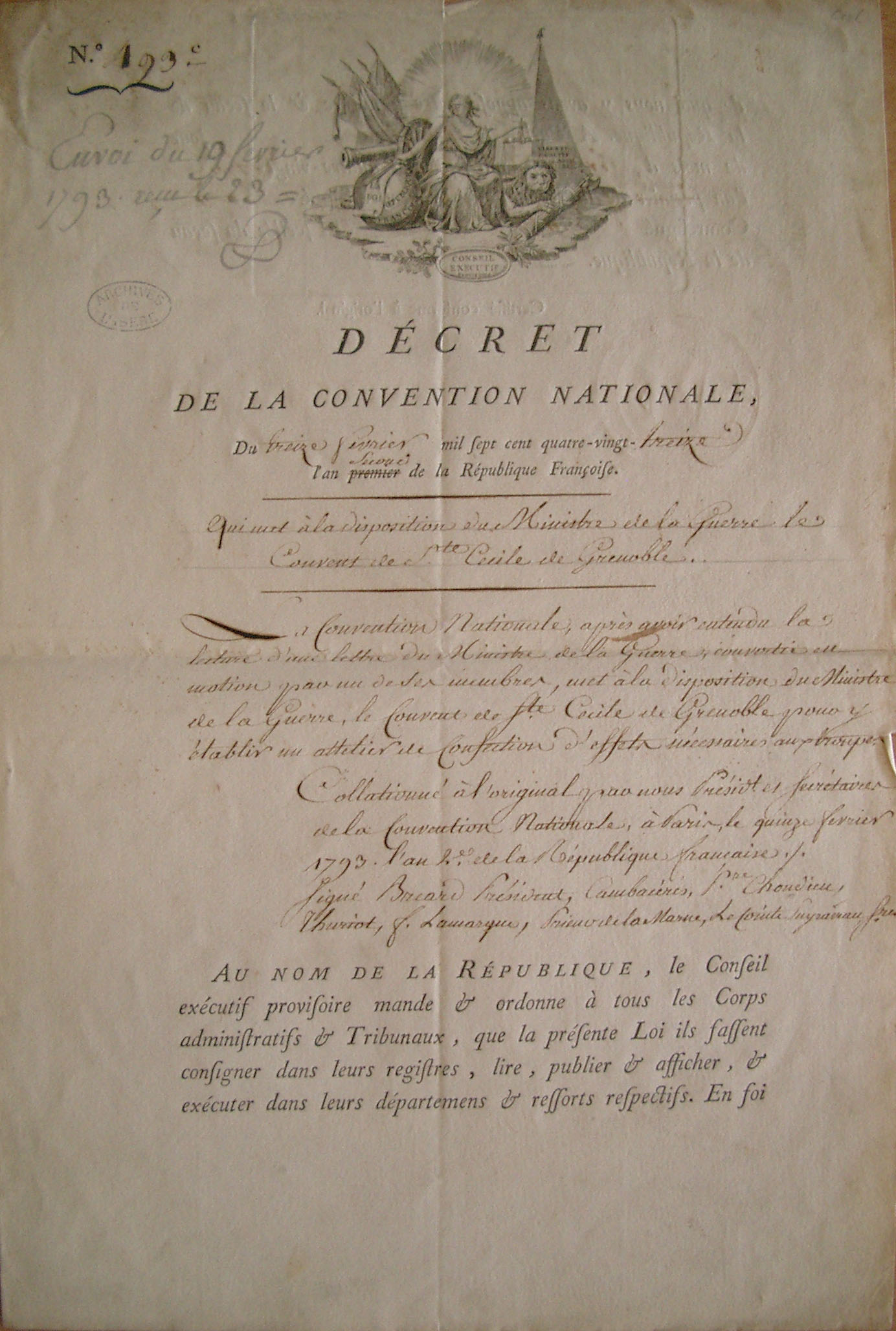
Przykładowy, francuski dekret nacjonalizacyjny

Nacjonalizacja – forma upaństwowienia, poprzez przejęcie przez państwo praw własności ziemi, przedsiębiorstw i kapitału na podstawie odrębnego aktu prawnego.  Nacjonalizacja przeprowadzana jest na podstawie ustaw, których treść może wynikać z umów międzynarodowych. Nie należy mylić nacjonalizacji, która jest stosowana wobec określonej kategorii mienia lub osób, z wywłaszczeniem, które dotyczy konkretnej osoby i konkretnej sprawy.
Nacjonalizacja jest przeprowadzana w różnych powodów, od ideologicznych (socjalizm) po próby przeciwdziałania zawodnościom rynku. Może być przeprowadzona za odszkodowaniem dla dotychczasowych właścicieli, z częściowym odszkodowaniem lub bez odszkodowania.
Przeciwieństwem nacjonalizacji jest prywatyzacja.

## Wybrane nacjonalizacje
- Wszystkie przedsiębiorstwa prywatne w bolszewickiej Rosji w roku 1918 po rewolucji.
- Gospodarstwa chłopskie w ZSRR. Odebranie podczas kolektywizacji chłopom środków do życia i wszelkich artykułów żywnościowych, doprowadziło do klęski głodu, która w latach 1932–1933 pochłonęła życie milionów ludzi. Autorem „wielkiej kolektywizacji” był Józef Stalin. Protestujących „kułaków” wysyłano do łagrów.
- Cała własność prywatna w Chinach w 1949 r. po rewolucji komunistycznej.
- Nacjonalizacja Kanału Sueskiego przez rząd Nasera w 1956 r. Spowodowała inwazję wojsk brytyjsko-francusko-izraelskich na Egipt.
- Cała własność prywatna w Kambodży w 1975 r. po zwycięstwie Czerwonych Khmerów Pol Pota.
- Renault (odebrany Louisowi Renault (1877–1944) po[potrzebny przypis] II wojnie światowej) za to, że przedsiębiorstwo produkowało uzbrojenie dla Niemców.
- W Wielkiej Brytanii po II wojnie światowej: Bank of England, British Steel, British Coal, British Gas, British Rail, British Telecom, UK Electricity Supply Industry, British Leyland, Railtrack.
- Nacjonalizacja branży naftowej w Meksyku, Boliwii, Kuwejcie, Iranie, Arabii Saudyjskiej oraz Wenezueli.
- Przedsiębiorstwa prywatne na Kubie. Większość z nich należała do obywateli USA, co spowodowało nałożenie utrzymywanych nadal sankcji gospodarczych.
- Nacjonalizacja we Francji w 1982 r. części przemysłu (Thomson, Saint-Gobain-Pont-à-Mousson, Rhône-Poulenc, Pechiney-Ugine-Kihlmann, Sacilor, Usinor) i sektora finansów (Paribas, Suez, CIC, Crédit du Nord, Crédit Commercial de France, Banque Rotschild, Banque Worms, Banque La Hénin itd.).
- Holding prasowy Rumasa w Hiszpanii w 1983 r.
- Wywłaszczenie części kościelnych gruntów rolnych w Grecji w 1987 r.